# Vindry-sur-Turdine
Vindry-sur-Turdine est une commune nouvelle située dans le département du Rhône, en région Auvergne-Rhône-Alpes, créée le 1er janvier 2019.

## Géographie

### Localisation
Vindry-sur-Turdine se trouve sur la Nationale 7, à 39 km au nord-ouest de Lyon. La commune est traversée par la Turdine. Depuis janvier 2013, elle est desservie par l'A89 via le diffuseur de Tarare Est (sortie no 35).

### Voies de communication et transports

#### Voies routières
- Autoroute A89.

#### Transports ferroviaires
Le réseau ferroviaire est exploité par la SNCF. La ligne 6 des TER Auvergne-Rhône-Alpes entre la gare de Lyon-Perrache et la gare de Clermont-Ferrand par Tarare, Roanne et Vichy dessert la commune à la gare de Pontcharra - Saint-Forgeux.

#### Transports en commun
Les lignes de car traversant Pontcharra-sur-Turdine sont sous la direction du SYTRAL dans le cadre du réseau Les cars du Rhône :
- Ligne 116 entre Lyon - Gorge de Loup et Cours via Tarare ;
- Ligne 217 entre Villefranche-sur-Saône et Tarare ;
- Les lignes scolaires (Lignes Fréquence) 404 (Tarare-Bibost), 421 (Tarare-Vindry-sur-Turdine), 431 (Lozanne-Tarare), 434 (Tarare-Val-d'Oingt), 448 (Tarare-Poule-les-Écharmeaux) 479 (Tarare-Gleizé) et 593 (Tarare-L'Arbresle) assurent les dessertes des élèves du secteur.

### Climat
Pour des articles plus généraux, voir Climat d'Auvergne-Rhône-Alpes et Climat du Rhône.
En 2010, le climat de la commune est de type climat océanique dégradé des plaines du Centre et du Nord, selon une étude du Centre national de la recherche scientifique s'appuyant sur une série de données couvrant la période 1971-2000. En 2020, Météo-France publie une typologie des climats de la France métropolitaine dans laquelle la commune est exposée à un climat de montagne ou de marges de montagne et est dans la région climatique  Nord-est du Massif Central, caractérisée par une pluviométrie annuelle de 800 à 1 200 mm, bien répartie dans l’année. 
Pour la période 1971-2000, la température annuelle moyenne est de 10,9 °C, avec une amplitude thermique annuelle de 17,1 °C. Le cumul annuel moyen de précipitations est de 798 mm, avec 9,4 jours de précipitations en janvier et 6,7 jours en juillet. Pour la période 1991-2020, la température moyenne annuelle observée sur la station météorologique de Météo-France la plus proche, « Le Breuil », sur la commune du Breuil à 8 km à vol d'oiseau, est de 11,6 °C et le cumul annuel moyen de précipitations est de 749,8 mm,. Pour l'avenir, les paramètres climatiques de la commune estimés pour 2050 selon différents scénarios d'émission de gaz à effet de serre sont consultables sur un site dédié publié par Météo-France en novembre 2022.
| Mois                                  | jan.             | fév.           | mars           | avril         | mai             | juin           | jui.           | août           | sep.            | oct.            | nov.             | déc.          | année      |
| ------------------------------------- | ---------------- | -------------- | -------------- | ------------- | --------------- | -------------- | -------------- | -------------- | --------------- | --------------- | ---------------- | ------------- | ---------- |
| Température minimale moyenne (°C)     | −0,7             | −0,5           | 1,8            | 4,4           | 8,3             | 11,8           | 13,6           | 13,2           | 9,7             | 6,8             | 2,8              | 0             | 5,9        |
| Température moyenne (°C)              | 3,2              | 4,2            | 7,8            | 10,8          | 14,8            | 18,6           | 20,7           | 20,4           | 16,3            | 12,2            | 7                | 3,7           | 11,6       |
| Température maximale moyenne (°C)     | 7,1              | 9              | 13,7           | 17,1          | 21,3            | 25,4           | 27,9           | 27,6           | 22,9            | 17,5            | 11,2             | 7,4           | 17,3       |
| Record de froid (°C) date du record   | −21,3 16.01.1985 | −15,2 05.02.12 | −13,1 01.03.05 | −7,5 08.04.03 | −2,7 01.05.1976 | 1,4 05.06.1975 | 4,1 01.07.1972 | 2,7 30.08.1986 | −1,2 29.09.1972 | −7,4 30.10.1997 | −11,1 23.11.1998 | −14 30.12.05  | −21,3 1985 |
| Record de chaleur (°C) date du record | 20,9 10.01.15    | 21,4 23.02.21  | 26,8 24.03.01  | 29 25.04.07   | 33,2 24.05.09   | 37,6 22.06.03  | 40 31.07.20    | 40,2 13.08.03  | 34,2 14.09.20   | 28,8 04.10.11   | 23 03.11.05      | 20,2 08.12.10 | 40,2 2003  |
| Précipitations (mm)                   | 45,6             | 37,1           | 42,4           | 57,9          | 72,4            | 73,3           | 71,1           | 69,6           | 67,7            | 80              | 82,6             | 50,1          | 749,8      |

## Urbanisme

### Typologie
Au 1er janvier 2024, Vindry-sur-Turdine est catégorisée bourg rural, selon la nouvelle grille communale de densité à sept niveaux définie par l'Insee en 2022.
Elle appartient à l'unité urbaine de Tarare, une agglomération intra-départementale regroupant trois  communes, dont elle est une commune de la banlieue,,. Par ailleurs la commune fait partie de l'aire d'attraction de Lyon, dont elle est une commune de la couronne,. Cette aire, qui regroupe 397 communes, est catégorisée dans les aires de 700 000 habitants ou plus (hors Paris),.

## Toponymie
Le nom de Turdine-villages avait été choisi par les conseils municipaux des communes historiques, il n’avait pas reçu l’aval de la commission nationale de toponymie, qui le trouvait trop proche de l’appellation “beaujolais-villages”. Vindry est le nom d'un hameau de St Loup, commune dont est issue Pontcharra sur Turdine en 1830. Le Maire de Pontcharra sur Turdine a souhaité et proposé au Préfet que le nom "Turdine" soit accolé pour mettre à l'honneur cette rivière qui n'est évoquée nul part ailleurs sur son cours d'eau. Vindry-sur-Turdine a donc reçu tous les suffrages, des services de l'Etat et des conseils municipaux qui l'ont approuvé. . 

## Histoire
Créée par un arrêté préfectoral du 19 décembre 2018, la commune est issue du regroupement des communes de Dareizé, Les Olmes, Pontcharra-sur-Turdine et Saint-Loup et naît officiellement le 1er janvier 2019.

## Politique et administration

### Administration municipale
| Nom                            | Code Insee | Intercommunalité        | Superficie (km2) | Population (dernière pop. légale) | Densité (hab./km2) |
| ------------------------------ | ---------- | ----------------------- | ---------------- | --------------------------------- | ------------------ |
| Pontcharra-sur-Turdine (siège) | 69157      | CA de l'Ouest Rhodanien | 4,73             | 2 626 (2014)                      | 555                |
| Dareizé                        | 69073      | CC de l'Ouest Rhodanien | 6,71             | 482 (2014)                        | 72                 |
| Les Olmes                      | 69147      | CC de l'Ouest Rhodanien | 2,78             | 776 (2014)                        | 279                |
| Saint-Loup                     | 69223      | CC de l'Ouest Rhodanien | 9,65             | 1 010 (2014)                      | 105                |

### Liste des maires
| Période        | Période     | Identité         | Étiquette | Qualité |
| -------------- | ----------- | ---------------- | --------- | --- |
| 8 janvier 2019 | 25 mai 2020 | Jacques Nové     | DVD       | Retraité de la fonction publique 3e vice-président de la CA de l'Ouest Rhodanien (2014 → ) Maire de Pontcharra-sur-Turdine (1995 → 2018) |
| 25 mai 2020    | En cours    | Christian Pradel | DVC       | |

## Population et société

### Démographie
L'évolution du nombre d'habitants est connue à travers les recensements de la population effectués dans la commune depuis sa création.

En 2022, la commune comptait 5 283 habitants, en évolution de +3,69 % par rapport à 2016 (Rhône : +3,93 %, France hors Mayotte : +2,11 %).
| 2015  | 2016  | 2021  | 2022  |
| ----- | ----- | ----- | ----- |
| 4 994 | 5 095 | 5 282 | 5 283 |